# زبان تراکی
زبان تراکی زبانی منقرض‌شده است که زمانی تراکیان در اروپای جنوب شرقی بدان سخن می‌راندند. دربارهٔ خانواده و دسته‌بندی این زبان میان زبان‌شناسان اختلاف است، ولی تقریباً همه متفق‌القول‌اند که زبان تراکی زبانی هندواروپایی بوده و متعلق به دستهٔ ساتم بوده‌است. همچنین چنین پنداشته می‌شود که در میان زبان‌های هم‌عصر، این زبان بیشتر قرابت را با زبان داکی داشته‌است. دربارهٔ زمان انقراض این زبان هم اختلاف نظر وجود دارد، ولی گزارش‌هایی دال بر وجود لهجه‌هایی از این زبان تا سدهٔ ششم میلادی در دست است.
نظریاتی در عالم زبان‌شناسی هست که پیشنهاد می‌دهد که زبان آلبانیایی را باید امتداد این زبان دانست. برخی زبان‌شناسان هم پیشنهاد داده‌اند که ممکن است زبان تراکی از شاخهٔ زبان‌های بالتیک باشد.

## کتیبه‌های تراکی
تنها چهار نوشته از این زبان به دست ما رسیده است. یکی از آنها که در ۱۹۱۲ در ازرووو در بلغارستان کشف شد حلقهٔ طلایی بود متعلق به سدهٔ پنجم پیش از میلاد که دارای نوشته‌ای با خط یونانی و در هشت سطر می‌باشد. دیگری کتیبه‌ای است که به نام روستایی که در آن یافت شد به کتیبه‌ٔ کیولمن معروف است. این کتیبه در ۱۹۶۵ کشف شد و مربوط به سدهٔ ششم پیش از میلاد و احتمالاً در اصل متعلق به ستون یک معبد بوده است. کتیبهٔ سوم نیز یک حلقه است و به مایبهٔ دووانلی شهرت دارد.

## چند واژهٔ تراکی
- σκάλμη (اسکالمی): چاقو، شمشیر
- ζελᾶ (زِلا): شراب
- ζετραία (زِتائیا): گلدان
- γέντον (گِنتُن): گوشت
- midne (میدنه): روستا